# Corrado I di Svevia
Corrado I (tra il 915 e il 920 – 20 agosto 997) fu duca di Svevia dal 983 alla morte.

## Biografia
La sua nomina a duca segnò per la prima volta il ritorno del dominio dei Corradinidi sulla Svevia dal 948.
Vi è una notevole confusione su Corrado e la sua famiglia. Viene spesso identificato con Cuno di Öhningen. Le identità dei suoi genitori non sono non è certa: certuni studiosi pensano che suo padre sia il conte Udo di Wetterau (†949) e sua madre una figlia sconosciuta di Erberto I di Vermandois, forse una certa Cunegonda di Vermandois. Il padre di Udo era Gebeardo di Lotaringia. Essi ebbero diversi figli: oltre a Corrado, ebbero Gebardo († 938), Udo II († 982), Giuditta, che sposò Enrico I di Stade (nonni del cronista e vescovo di Merseburg Titmaro), e Eriberto.
Anche l'identità della moglie è oggetto di dibattito: alcuni studiosi pensano che questa fosse Reglint (o Richlind), figlia di Liudolfo di Svevia, e quindi nipote dell'imperatore Ottone I di Sassonia, mentre altri studiosi sostengono che sua moglie fosse Giuditta, figlia di Adalberto di Marchtal.
Quando il duca di Svevia Ottone I morì inaspettatamente durante la campagna imperiale in Italia del 981-982, non lasciò eredi. Per colmare il posto vacante, l'imperatore Ottone II (che potrebbe essere stato il cognato di Corrado) nominò Corrado duca di Svevia. Egli contrastò, assieme ad altri maggiorenti imperiali, l'ascesa di Enrico II di Baviera, il quale dovette restituire il piccolo Ottone III alla madre e alla nonna.
Corrado è noto per essere il primo duca svevo a mantenere il titolo nella cerchia familiare riuscendo a far sì che, dopo la sua morte nel 997, gli succedesse il figlio Ermanno II. Morì nello stesso anno del fratello e conte Eriberto.

## Figli
Con sua moglie, Corrado ebbe i seguenti figli:
- Liutold;
- Corrado;
- Ermanno II, duca di Svevia dal 997 alla morte;
- Ita ⚭ Rodolfo II, conte di Altdorf della stirpe dei Vecchi Welfen;
- una figlia ⚭ Vladimir di Kiev;
- Giuditta ⚭ (I) un marito senza nome di Rheinfelden ⚭(II) Adalberto II, conte di Metz, della stirpe dei Girardidi († 1033); essi ebbero una figlia, Ita di Lotaringia, che è considerata la Stammmutter degli Asburgo;
- Kunizza "Hemma" († 1020) ⚭ Federico I, probabilmente conte di Dießen, i quali ebbero Federico di Ratisbona (o ne furono i nonni).

## Ascendenza
|                         |                        |                   | Genitori |  |  | Nonni |  |  | Bisnonni        |  |  | Trisnonni          |  |
|                         |                        |                   |          |  |  |       |  |  | Udo di Neustria |  |  | Gebardo di Lahngau |  |
|                         |                        |                   |          |  |  |       |  |  | Udo di Neustria |  |  | Gebardo di Lahngau |  |
|                         |                        | …                 |          |  |  |       |  |  | Udo di Neustria |  |  |                    |  |
| Gebeardo di Lotaringia  |                        |                   |          |  |  |       |  |  | Udo di Neustria |  |  |                    |  |
|                         |                        | …                 | …        |  |  |       |  |  |                 |  |  |                    |  |
|                         |                        | …                 | …        |  |  |       |  |  |                 |  |  |                    |  |
|                         |                        | …                 | …        |  |  |       |  |  |                 |  |  |                    |  |
| Odo di Wetterau         |                        | …                 |          |  |  |       |  |  |                 |  |  |                    |  |
|                         |                        | …                 | …        |  |  |       |  |  |                 |  |  |                    |  |
|                         |                        | …                 | …        |  |  |       |  |  |                 |  |  |                    |  |
|                         |                        | …                 | …        |  |  |       |  |  |                 |  |  |                    |  |
| Ida di Grabfeld         |                        | …                 |          |  |  |       |  |  |                 |  |  |                    |  |
|                         |                        | …                 | …        |  |  |       |  |  |                 |  |  |                    |  |
|                         |                        | …                 | …        |  |  |       |  |  |                 |  |  |                    |  |
|                         |                        | …                 | …        |  |  |       |  |  |                 |  |  |                    |  |
| Corrado I di Svevia     |                        | …                 |          |  |  |       |  |  |                 |  |  |                    |  |
|                         | Pipino I di Vermandois | Bernardo d'Italia |          |  |  |       |  |  |                 |  |  |                    |  |
|                         | Pipino I di Vermandois | Bernardo d'Italia |          |  |  |       |  |  |                 |  |  |                    |  |
|                         | Pipino I di Vermandois | Cunegonda di Laon |          |  |  |       |  |  |                 |  |  |                    |  |
| Erberto I di Vermandois | Pipino I di Vermandois |                   |          |  |  |       |  |  |                 |  |  |                    |  |
|                         |                        | …                 | …        |  |  |       |  |  |                 |  |  |                    |  |
|                         |                        | …                 | …        |  |  |       |  |  |                 |  |  |                    |  |
|                         |                        | …                 | …        |  |  |       |  |  |                 |  |  |                    |  |
| Cunegonda di Vermandois |                        | …                 |          |  |  |       |  |  |                 |  |  |                    |  |
|                         |                        | …                 | …        |  |  |       |  |  |                 |  |  |                    |  |
|                         |                        | …                 | …        |  |  |       |  |  |                 |  |  |                    |  |
|                         |                        | …                 | …        |  |  |       |  |  |                 |  |  |                    |  |
| Berta di Morvois        |                        | …                 |          |  |  |       |  |  |                 |  |  |                    |  |
|                         |                        | …                 | …        |  |  |       |  |  |                 |  |  |                    |  |
|                         |                        | …                 | …        |  |  |       |  |  |                 |  |  |                    |  |
|                         |                        | …                 | …        |  |  |       |  |  |                 |  |  |                    |  |
|                         |                        | …                 |          |  |  |       |  |  |                 |  |  |                    |  |